# 埃内斯托·马塞达
埃内斯托·马达朗·马塞达（英語：Ernesto "Ernie" Madarang Maceda，1935年3月26日—2016年6月20日），是菲律宾的政治家，曾任菲律宾参议院议长、工商部部长。